# Torcazas de Pirque
Torcazas de Pirque es un Santuario de la Naturaleza, según el Consejo de Monumentos Nacionales de Chile por el decreto N° 1977 dictado el 11 de octubre de 2007. Este monumento natural se ubica en la Región Metropolitana de Santiago, a 40 km de Santiago  en la comuna de Pirque.

## Ubicación
Se encuentra en la comuna de Pirque en la Provincia Cordillera, en la dirección camino El Principal s/n, dentro del predio Quebrada de la Madera, con una altitud de 1.050 hasta los 2.486 m s. n. m. (punto que se encuentra en el Morro Los Azules) y una superficie de 827 hectáreas.
Se puede acceder a través del camino público Santa Rita, sin embargo está restringido al público porqué está dedicado a la investigación de la biodiversidad.

## Relevancia
Su carácter de monumento y santuario protegido nacen en el ámbito de la biodiversidad. Todo el peso recae en el ecosistema de uno de los pocos bosque esclerófilo de la precordillera que van quedando en la Región Metropolitana, ya que este lugar alberga flora y fauna en peligro de extinción. Además de tener una sub-subcuenca representativa del piedemonte de la región con una superficie que protege los suelos de remoción en masa o deslizamientos de tierra, benéfica para la infiltración de aguas lluvias y recarga del sector del río Clarillo.

### Flora
Contiene flora y vegetación protegida está se compone de los pisos vegetacionales de Bosque esclerófilo mediterráneo andino de Kageneckia angustifolia, Guindilia trinervis, Quillaja saponaria y Lithrea caustica, así también el piso vegetacional de Matorral bajo mediterráneo andino de Chuquiraga oppositifolia y Nardophyllum lanatum.

### Fauna
Protege a la torcaza, el águila, el halcón peregrino, el peuco, el aguilucho, el pitio, el zorro culpeo, el puma, el murciélago gris, el quique, la guiña, etc. Además de haber evidencia de la presencia del cóndor en invierno.